# 关联交易
关联方交易是指在交易前就存在联系的兩家公司之间进行的交易。国际财务报告准则IAS 24 要求公司在其财务报表中要披露关联方交易。